# Le Pont-Neuf
Le Pont-Neuf è un dipinto del pittore francese Pierre-Auguste Renoir, realizzato nel 1872 e conservato alla National Gallery di Washington.

## Descrizione

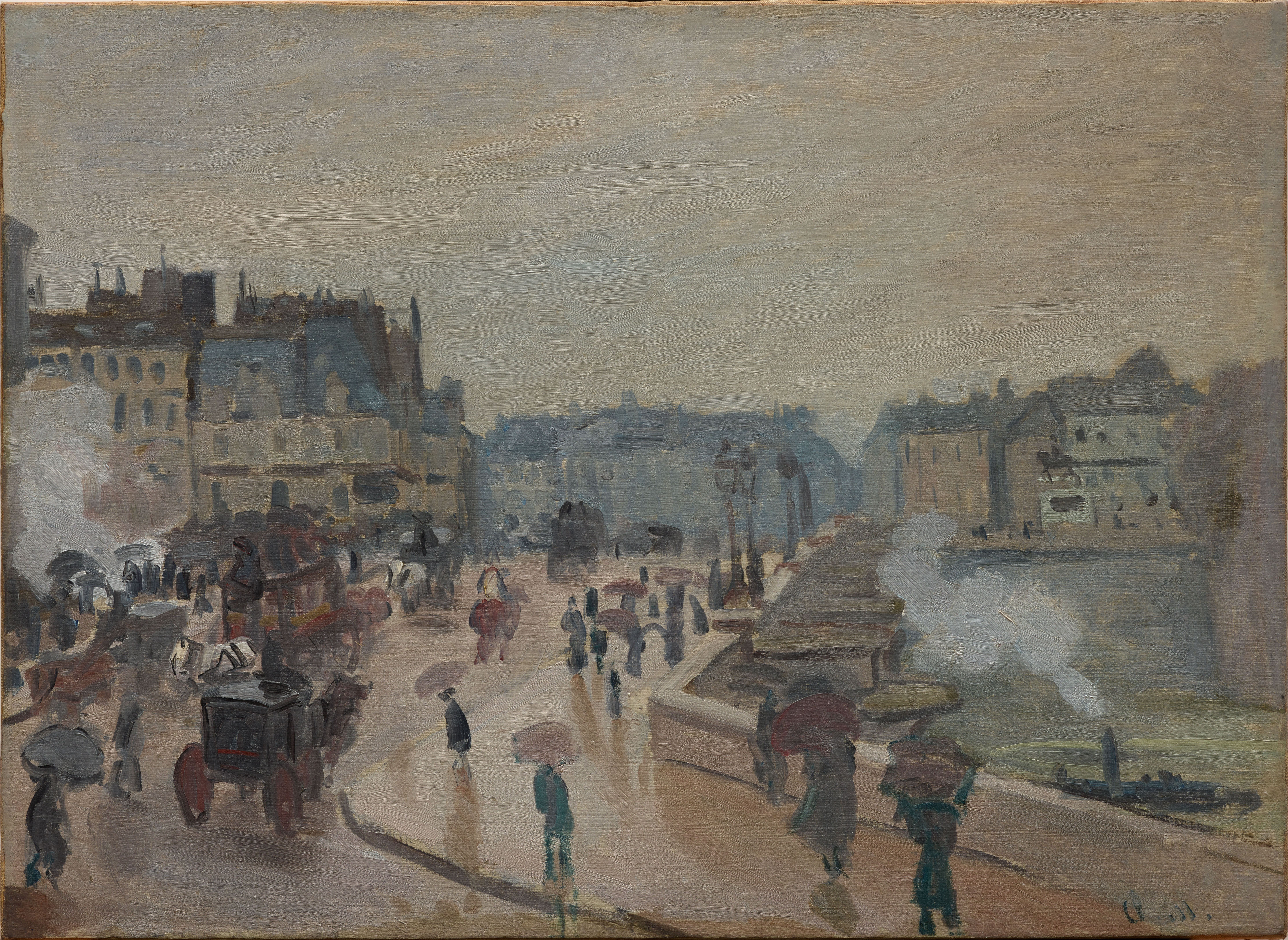
Claude Monet, Le Pont Neuf (1873); olio su tela, 51.6x72.4 cm, Dallas Museum of Art

Il quadro riprende con una suggestiva inquadratura dall'alto il Pont-Neuf di Parigi, uno dei ponti più antichi della città, immerso nell'abbacinante sole di una mattinata di inizio estate. Renoir usa il colore con audacia, senza alcuna remora. Sebbene non sia ancora pienamente impressionista, ad un primo sguardo la sua mano è riconoscibile: le figure vengono delineate con poche e rapide pennellate, i volti e gli abiti diventano pure macchie di luce e di colore e l'atmosfera generale assume una piacevole tonalità azzurrata. Come in tutte le opere di questo periodo, la pittura di Renoir si svincola dal disegno e si basa sulla tecnica del «colore locale» che viene steso in modo libero, a macchie. Il colore, insieme alla luce, diventa il protagonista della tela.
Gli azzurri in particolare devono essere sembrati, all'epoca, quasi crudi, persino spregiudicati. Tutto è luminoso e vibra nel calore della giornata, ma si capisce che l'ombra è ancora deliziosamente fresca. La scena ha un'aria di gaia vivacità e la gente appare gioiosa di trovarsi in tanto splendore.

Nell'opera c'è un particolare ingenuo e piuttosto curioso ed è l'uomo col cappello di paglia e il bastone. Renoir spiegò che si trattava del suo fratello minore Edmond al quale aveva affidato l'incarico di "rallentare" i pedoni (magari semplicemente chiedendo qualche informazione) in modo tale da rendergli più agevole la loro rappresentazione sulla tela.
(John Rewald)
Un anno dopo anche Monet si cimenterà nello stesso soggetto. Parigi, con il suo aspetto borghese e festoso e i suoi ampi boulevard che un testimone dell'epoca descriveva come «una lunga sala all'aperto scintillante di luci e di colori», sono in effetti uno dei soggetti più frequentati dalla pittura impressionista.